# Dios (album)
Dios è un album del gruppo musicale dios Malos, pubblicato dall'etichetta discografica Startime Records nel 2004.

## Tracce
1. Nobody's Perfect
2. Starting Five
3. The Uncertainty of How Things Are
4. Fifty Cents
5. All Said & Done
6. You'll Get Yours
7. Birds
8. You Make Me Feel Uncomfortable
9. Just Another Girl
10. You Got Me All Wrong
11. Meeting People
12. All My Life